# Marcus Chong
Marcus Chong (Seattle, 8 juli 1967), geboren als Marcus Wyatt, is een Amerikaans acteur.

## Biografie
Chong is van Afro-Amerikaanse en Chinese afkomst. Chong werd geadopteerd door de Canadees acteur en komiek Tommy Chong. Zijn biologisch vader was een nieuwslezer in de San Francisco Bay Area. Hij heeft twee broers en twee stiefbroers.

## Filmografie

### Films
Uitgezonderd korte films.
- 2005 The Crow: Wicked Prayer – als War
- 1999 The Matrix – als Tank
- 1998 High Freakquency – als Jordan Barnes
- 1996 Pure Danger – als Freethrow
- 1995 Panther – als Huey Newton
- 1994 Vanishing Son IV – als Fu Qua
- 1994 Vanishing Son II – als Fu Qua
- 1994 Vanishing Son – als Fu Qua
- 1992 Venice/Venice – als gast op feest
- 1992 American Heart – als Terry Cosmos
- 1991 Flight of Black Angel – als Dragonfly
- 1990 The Knife and Gun Club – als George
- 1988 Evil Altar – als Troy Long
- 1980 Blood Beach – als tweede kind

### Televisieseries
Uitgezonderd eenmalige gastrollen.
- 1991 – 1993 Street Justice – als Miguel Mendez – 24 afl.
- 1979 Roots: The Next Generations – als Frankie Warner – 2 afl.

- Library of Congress Control Number: no97056737
- Virtual International Authority File: 41447701
- WorldCat: E39PBJcgxdVFxXVCrHkXKY8pyd